# Isla de Piedras
Isla de Piedras eller Isla Piedra är en ö i Mexiko. Den ligger i mexikanska golfen och tillhör kommunen Calkiní i delstaten Campeche, i den sydöstra delen av landet. Ön ligger cirka 15 kilometer norr om Isla Jaina och är en del av naturreservatet Ría Celestún. Arkeologiska utgrävningar har gjorts på Isla Piedra och många spår från Mayakulturen har funnits. Arean är 0,05 kvadratkilometer.